# Marinus Sørensen
Marinus Ludwig Sørensen (29. januar 1898, København – 13. februar 1965, Hvidovre) var en dansk atlet medlem af Københavns IF. 
Han deltog i OL 1920 i Antwerpen hvor han nåede kvartfinalerne på på 100 (11,2). Han indgik også i det danske 4 x 100 meter hold som blev nummer fem (43,3).

## Danske mesterskaber
- 1923 100m  Guld
- 1922  100m   Sølv
- 1922  200m   Sølv
- 1921  100m   Bronze
- 1921  200m   Bronze

## Personlige rekorder
- 100 meter: 10,8 Østerbro 6. august 1922
- 200 meter: 23,1 1921